# زودباور
زودباور (ژاپنی: 蒲田行進曲) فیلمی به کارگردانی کینجی فوکاساکو است که در سال ۱۹۸۲ منتشر شد.

## بازیگران
- میوری کازاما
- کیکو ماتسوزاکا
- کیزو کانیه
- سونی چیبا
- هیرویوکی سانادا
- اتسوکو شیهومی